# Grünberger Béla
Grünberger Béla (Nagyvárad, 1903. február 22. – Párizs, 2005. február 25.) magyar származású francia pszichoanalitikus. 

## Élete
Grünberger Ignác és Weisz Hani gyermekeként zsidó családban született. A szülővárosában található kereskedelmi iskolában tanult. Az első világháború után Budapestre költözött, ahol a Werbőczy Gimnáziumban érettségit tett. Ezt e Németországba ment azzal a céllal, hogy orvosnak tanuljon. A Jénai Egyetemre vették fel, s itt találkozott először a pszichoanalitikus irodalommal. Az egyetem könyvtárában Jung és Freud művei olvasta. A Kieli Világgazdasági és Tengerforgalmi Intézetben is folytatott tanulmányokat, de diplomát nem szerzett. Ezután Genfbe ment, ahol egy közgazdasági főiskolán diplomázott, és megtanult franciául. Tizenhárom évig maradt Svájcban, majd a második világháború kitörésének napján, 1939. szeptember 1-jén érkezett meg Franciaországba. Két évig orvosi tanulmányokat folytatott a Grenoble-i Egyetemen, majd felhagyott vele. Csatlakozni szeretett volna a francia hadsereghez a náci Németország elleni küzdelemben, ám ismeretlen okok miatt elutasították. Továbbra is Franciaországban maradt, ám eközben családjának nagy részét Auschwitzban meggyilkolták. A német megszállást a Vichy-kormány ideje alatt Franciaországban földalatti élete során részben az ellenállás tagjai támogatták, és maga is csempészett fegyvereket az ellenállásnak. 
1946-ban Párizsban orvosi diplomát szerzett. Sacha Nacht pszichoanalitikustól tanult négy évig, majd hat hónappal később kezdett pszichoanalitikusként működni. 1953-ban a Párizsi Pszichoanalitikus Társaság (Société Psychoanalytique de Paris) teljes jogú tagjává vált. Ebben a szervezetben sokáig aktív maradt, és különféle képzési szemináriumokat vezetett. Gyakran utazott a háború után Németországba, és ott részt vett a pszichoanalízis újjászervezésében. 1960-ban Frankfurtban részt vett a Pszichoanalitikus és Pszichoszomatikus Orvostudományi Intézet és Képzési Központ (1964-től Frankfurti Pszichoanalitikus Intézet) létrehozásában. 
Az 1940-es és 1950-es években a Francia Kommunista Párt tagja volt, ahol megismerkedett leendő feleségével és kollégájával, Janine Chasseguet-Smirgellel. Miután a Vörös Hadsereg erőszakkal leverte az 1956-os magyar forradalmat, ő és Chasseguet-Smirguel szakított a kommunista párttal. Az 1968. májusi párizsi zavargások alatt mindketten – „André Stéphane” álnév alatt – írták a L'Univers contestationnaire ou les nouveaux chrétiens (Párizs, 1969) című kritikus elemzést a hallgatói mozgalomról és a sztálinizmusról. 
Grünberger Béla 102 éves korában hunyt el 2005. február 25-én, Párizsban.

## Munkája
Grünberger Béla munkáiban elsősorban a nárcizmus témájával foglalkozott. Feltételezte, hogy van egy elsődleges nárcizmus, amely már a méhen belüli életben megtalálható. Úgy gondolta, hogy a születés előtti életben az ember a teljes körű gondoskodás következtében lélektani szempontból mindenható, páratlan, határtalan és időtlen. A nárcisztikus vágyak erre „az elveszett paradicsomira való regressziónak felelnek meg és végigkísérik az ember egész fejlődését. Már gyermekkorban felébresztik a vágyat arra, hogy visszatérjen az ember ebbe a már megélt nárcisztikus állapotba. 

## Művei
- Sigmund Freud et Béla Grunberger (dir.), Les Rêves: la voie royale de l'inconscient, Párizs, Tchou, 1997
- Daniel Widlöcher et Béla Grunberger (dir.), Les Névroses: l'homme et ses conflits, Paris, Tchou, coll. « Les Grandes découvertes de la psychanalyse », 1997
- Béla Grunberger et Janine Chasseguet-Smirguel, L'univers contestationnaire, Paris, In Press, 2004 (réimpr. 2002)
- Béla Grunberger et Janine Chasseguet-Smirguel, Freud ou Reich. Psychanalyse et illusion, Tchou, 1976
- Béla Grunberger, Le narcissisme : essais de psychanalyse, Paris, Rivages & Payot, 2003
- Béla Grunberger et Pierre Dessuant, Narcissisme, christianisme, antisémitisme : étude psychanalytique, Arles France, Actes Sud, 1997

## Fordítás
- Ez a szócikk részben vagy egészben  a   Béla Grunberger című német Wikipédia-szócikk ezen változatának fordításán alapul.  Az eredeti cikk szerkesztőit annak laptörténete sorolja fel. Ez a jelzés csupán a megfogalmazás eredetét és a szerzői jogokat jelzi, nem szolgál a cikkben szereplő információk forrásmegjelöléseként.